# Velehrad
Velehrad är en ort i Tjeckien.   Den ligger i distriktet Okres Uherské Hradiště och regionen Zlín, i den östra delen av landet, 240 km sydost om huvudstaden Prag. Velehrad ligger 212 meter över havet och antalet invånare är 1 323.
Terrängen runt Velehrad är platt åt sydost, men åt nordväst är den kuperad. Runt Velehrad är det tätbefolkat, med 343 invånare per kvadratkilometer. Närmaste större samhälle är Uherské Hradiště, 6,2 km sydost om Velehrad. Trakten runt Velehrad består till största delen av jordbruksmark.